# Naxos (unidade regional)
Naxos (em grego: Νάξου) é uma unidade regional da Grécia, localizada na região do Egeu Meridional. É formada pelas ilhas de Naxos, Donoussa, Amorgos, Irakleia, Schoinoussa, Cufonísia e diversas outras ilhas menores no Mar Egeu.

## Administração
Foi criada a partir da reforma governamental instituída pelo Plano Calícrates de 2011, através da divisão de parte da extinta Prefeitura das Cíclades. É subdividida em 2 municípios; são eles (numerados conforme o mapa):
- Naxos (1)
- Amorgos (2)